# Península de Stevns
La península de Stevns es una península de Selandia en Dinamarca. Está separada de Selandia por tres arroyos: Stevns Å, Tryggevælde Å y Kildeå.
La localidad principal de la península es Store Heddinge, y la mayor parte de la península está cubierta por el Municipio de Stevns.

## Galería

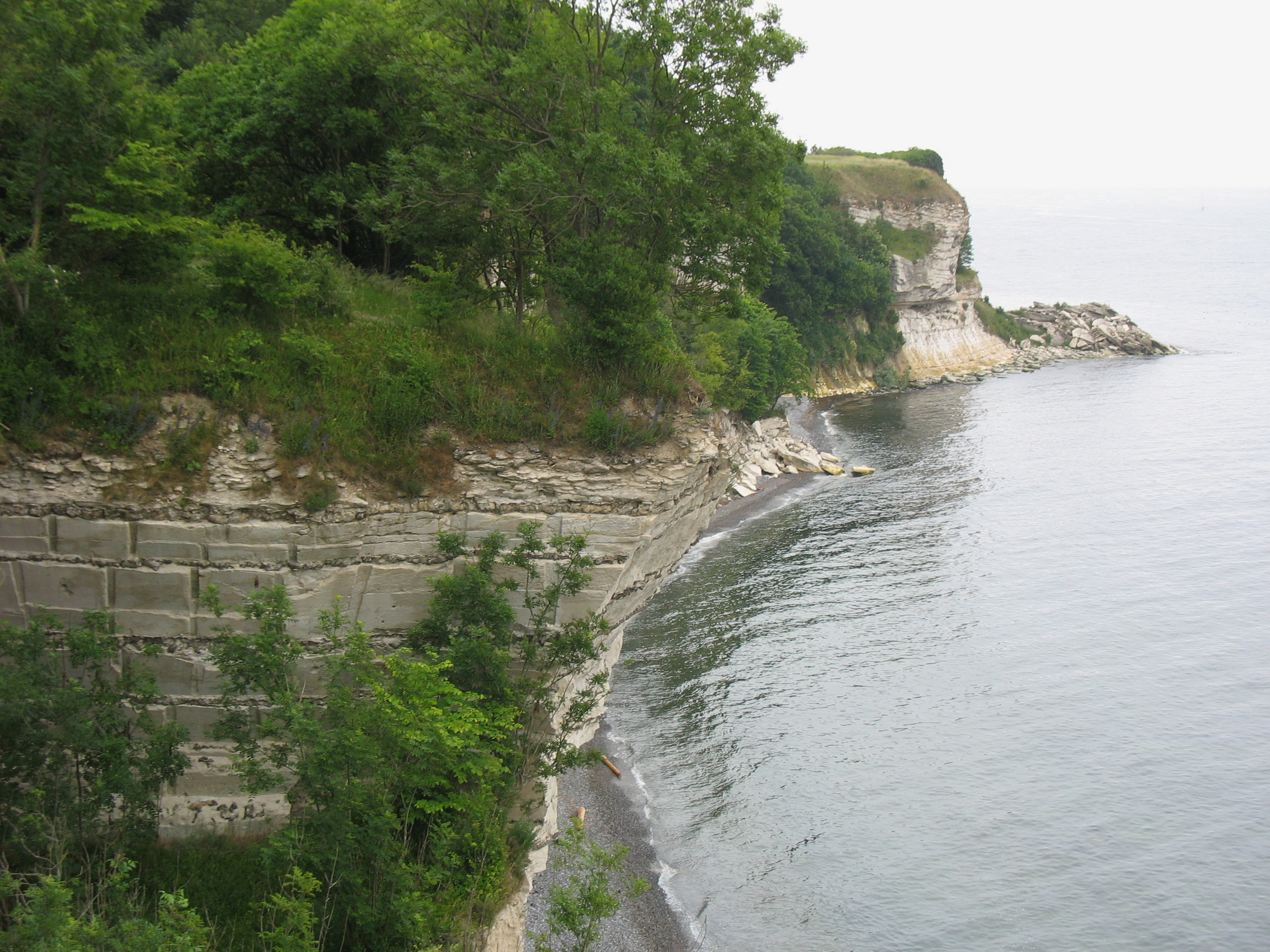
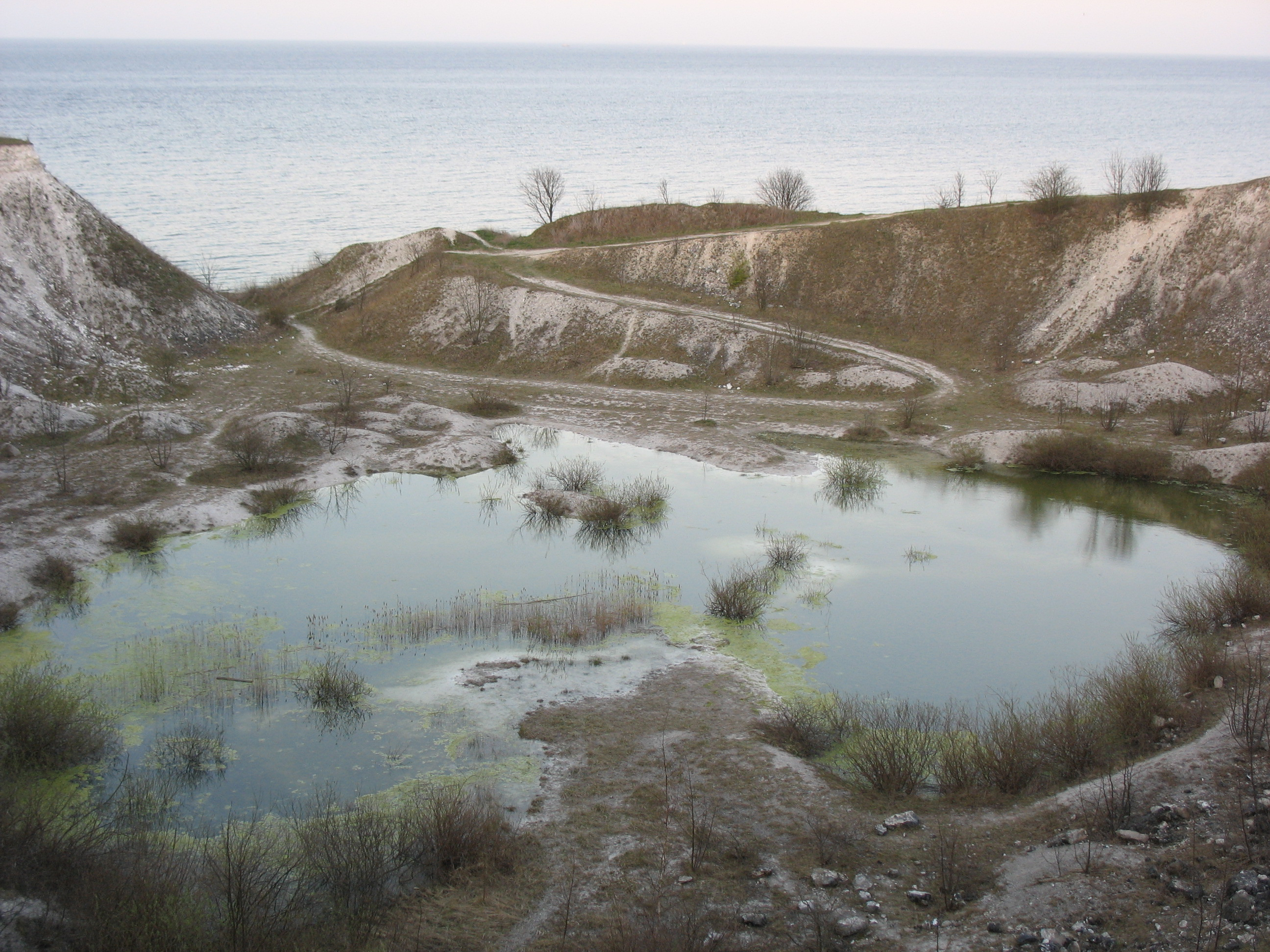
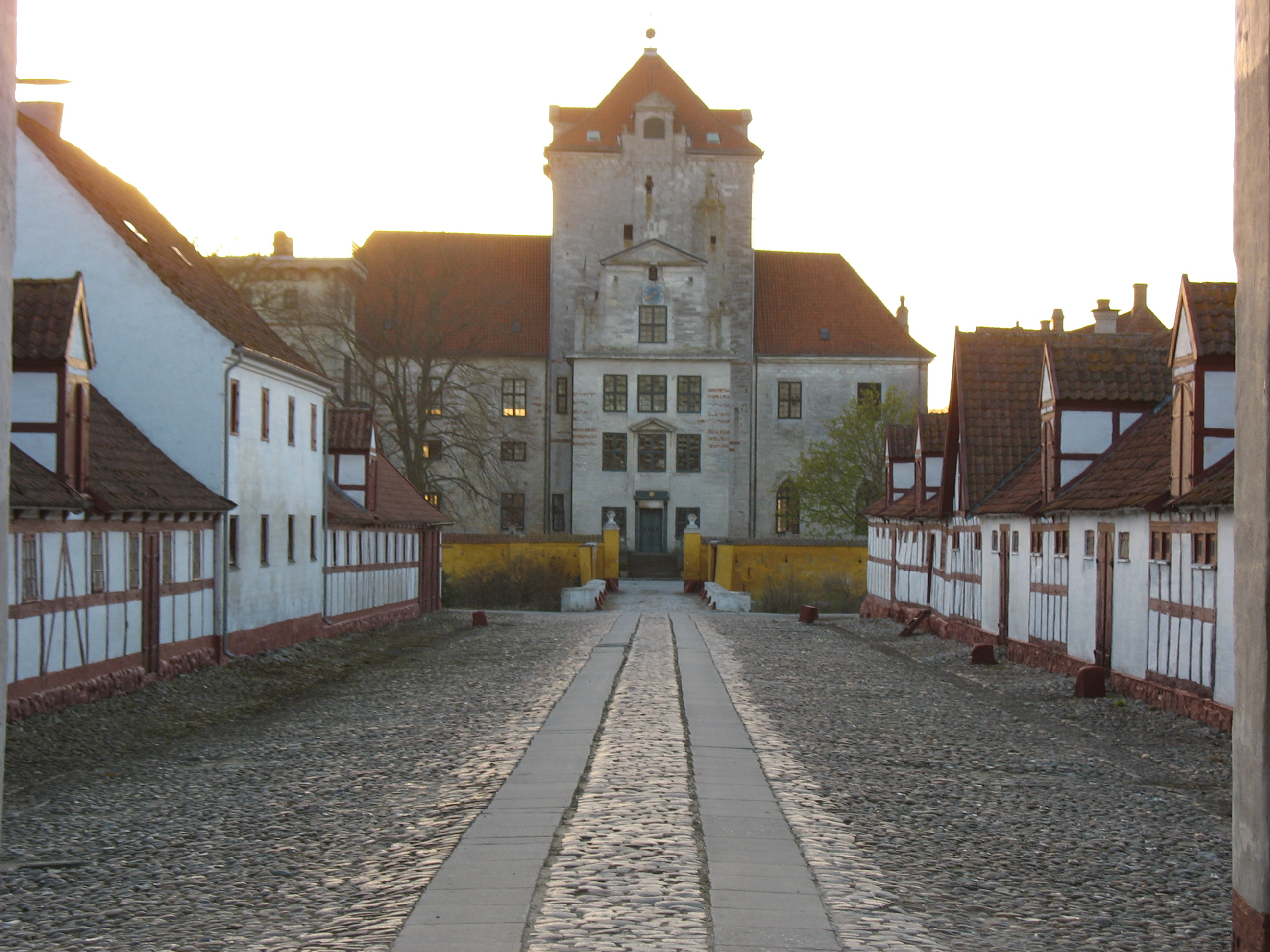

- Datos: Q848153
- Multimedia: Stevns / Q848153